# Tiliacora leonardii
Tiliacora leonardii är en tvåhjärtbladig växtart som beskrevs av Georges M.D.J. Troupin. Tiliacora leonardii ingår i släktet Tiliacora och familjen Menispermaceae. Inga underarter finns listade i Catalogue of Life.